# 阎又文
阎又文（1914年7月6日—1962年9月25日）山西省荣河县（今万荣县）荣河镇人，中国共产党地下工作者、中华人民共和国官员。

## 生平

### 投身革命
阎又文自幼好学，学习成绩好。因家境不富裕，多次面临辍学，但他白天打工挣钱，晚上读书，并在多位老师的资助下，于1933年考入山西大学法学院。在山西大学期间，阎又文接触了马列主义著作，参加了中国共产党领导的左翼文化运动，参加了由中共地下党员邢西萍（徐冰）、张友渔、杜任之及左翼教授周北峰、温建公等主持的“中外语文学会”，并任该学会刊物《中外论坛》的编辑，参与翻译、出版、销售中外左翼书籍，宣传左翼思想和马列主义理论。1935年，阎又文参加了太原学生支援北平一二·九运动的活动。
1937年暑假后，阎又文返回太原时，正值抗日战争刚刚全面爆发，忻口已难保，太原陷入混乱。在薄一波、程子华、彭雪枫等人影响下，阎又文决定参军，乃回到晋南联络同学准备组织抗日游击队。但游击队尚未组织，侵华日军便占领了晋南临汾，阎又文和9名同学西渡黄河到西安，准备转赴延安。但抵达西安后，阎又文等学生的盘缠已用完，被困在西安。这时，阎又文碰到老同学樊长荣，樊长荣奉傅作义之命来西安招收青年学生。阎又文听樊长荣说傅作义部队驻山西临县，此去必经延安，乃决定随他们走，以解决食宿及交通问题。阎又文到达延安后，接受了邢西萍（徐冰）的建议，利用自己和傅作义同乡的身份以及其他有利条件，进入傅作义部队从事抗日工作。

### 打入傅作义部
第二次国共合作期间，中共派出政工人员帮傅作义部队建立政治工作系统。1938年，阎又文在傅作义部队任团政治部主任时，经中共特派员潘纪文介绍，秘密加入中国共产党。阎又文因才华出众而迅速获得傅作义赏识。1939年春，傅作义亲自调阎又文当其秘书，并兼“贯彻社”（相当于政宣部）主任，负责抗战思想宣传及政治动员，以贯彻傅作义整军经武的方针。贯彻社的工作提高了傅作义部队的政治素质及战斗力。
在抗日战争期间，阎又文辅助傅作义组织实施了一系列抗日战斗，包括袭击包头、绥西会战、收复五原等战役战斗。阎又文曾在战斗中负伤，身上留有日军弹片。
1941年皖南事变后，国共关系恶化。中共后套特委遭破坏后撤回延安。因撤离匆促，中共党组织与阎又文失去联系。此后阎又文继续辅助傅作义抗战。他作为傅作义的助手，和傅作义形影不离，傅作义的各种重要电报、文件、讲稿均由阎又文起草。在傅作义的各种政策、要求、军令的制定过程中，阎又文起参谋和助手作用。阎又文在傅作义部队中威信很高。
1945年抗日战争胜利时，傅作义任第十二战区司令长官。阎又文仍任傅作义的秘书，并兼任第十二战区政治部（又称宣导室）副主任以及傅作义部机关报《奋斗日报》社长。
中共中央派陕甘宁边区保安处（简称“边保”）的王玉（建国后任外交学院副院长）化名“张治公”到傅作义总部所在地归绥（今呼和浩特）寻找阎又文。与阎又文接上组织关系后，王玉向阎又文传达了中共党组织的指示：自现在起受陕甘宁边区保安处（中共中央西北局社会部）直接领导，与王玉单线绝密联系，不许与任何中共地方党组织发生关系。

### 北平方式
第二次国共内战爆发后，1946年6月，根据中共中央要求，阎又文将傅作义的军事实力、作战意图及同蒋介石的矛盾，向中共党组织作了汇报。这为中国人民解放军后来在绥东战役中免受更大损失发挥了重要作用。1946年6月，傅作义部发动绥东战役，9月进逼中共的张家口等地，傅作义还让阎又文写一封致毛泽东的公开信。阎又文通过王玉向中共中央请示。周恩来直接指示：“这封信要写，而且要骂得狠一些，要让傅作义和他的官兵兴高采烈，得意忘形，让我们的指战员看后，在战场上恨不能把敌人一口吃掉。”9月20日，傅作义部队机关报《奋斗日报》刊登了阎又文撰写的《致毛泽东公开电》。次日，国民党南京《中央日报》全文转载，标题是“傅作义电劝毛泽东 希接受教训放下武器 参加政府促进宪政”。
1947年底，傅作义被蒋介石任命为华北剿总总司令，阎又文随傅作义进入北平。当时他已是少将军衔，除仍任傅作义的秘书外，还兼任华北剿总办公室副主任、政工处副处长、新闻处处长、傅作义的对外发言人等。阎又文的中共党组织关系转由中共中央情报部部长李克农和一室（情报室）主任罗青长直接领导。
1948年5月辽沈战役前夕，遵照李克农的要求，阎又文向中共中央汇报了傅作义的军事力量、政治动向以及同蒋介石的关系等情报。这为中共中央对战争全局的决策以及酝酿平津战役作战方针发挥了重要作用。
1948年10月底，在东北野战军进入山海关前，李克农要求阎又文在两周内上报华北国民党军队的战略计划。阎又文冒着生命危险，仅用一周多便将该计划详情报告中共中央。辽沈战役结束后，中共中央原先准备让东北野战军休整一个月后再入山海关。接到阎又文这份情报，得知华北国民党军队可能西撤绥远，或由天津、塘沽南下同蒋介石会合，中共中央乃决定提前发动平津战役。毛泽东下令东北野战军结束休整，立即入关，切断华北国民党军队东西两个方向的退路，并且命令华北野战军撤围归绥，缓攻太原，华东野战军对淮海战役战场上的杜聿明集团暂围而不歼，以稳住华北国民党军队。阎又文的情报对中国人民解放军取得平津战役的胜利以及缩短第二次国共内战的进程起了重要作用。
1948年底，中国人民解放军包围北平后，中共中央决定争取和平解决北平问题。阎又文和傅作义的女儿傅冬（中共地下党员）日夜轮班守在傅作义身边劝说。根据中共中央要求，阎又文建议傅作义同中共秘密谈判，走「和平解放北平」的道路，并曾代表傅作义出北平城谈判，会见叶剑英。阎又文几乎每天写一份书面汇报，向中共中央反映傅作义的思想动态及表现。阎又文的工作获得了华北野战军司令员聂荣臻赞誉。
多方努力下，经多次谈判，中共中央和傅作义达成了「和平解放北平」的共识。1949年1月21日，受傅作义委托，阎又文和傅作义方面其他两名代表同中国人民解放军代表苏静商定了和平解放的具体实施方案，并由阎又文草拟了《关于和平解决北平问题的协议》。1949年1月22日下午6时30分，在北平中山公园水榭，阎又文代表傅作义召开中外记者招待会，宣布北平和平解放协议。1月31日，中国人民解放军举行入城仪式。“北平方式”对后来湖南程潜和云南龙云等人宣布“起义”发挥了重要的示范作用。
1949年2月22日，阎又文随傅作义来到河北西柏坡，受到毛泽东、周恩来、朱德等中共中央领导的接见。毛泽东赞扬傅作义为北平和平解放立下大功，并商谈了傅作义部数十万军队的改编方案。阎又文参加了该改编方案的起草。在西柏坡，罗青长单独同阎又文彻夜长谈。阎又文还随傅作义与周恩来、杨尚昆等人合影。

### 绥远方式
1949年3月5日，毛泽东在中共七届二中全会上提出“绥远方式”。阎又文又辅佐傅作义配合中共和平解决绥远问题。中共与傅作义各派出3名代表组成“绥远问题协商委员会”。阎又文是傅方3名谈判代表之一。在两个多月的谈判中，阎又文为绥远和平协议的达成作出了贡献。
1949年4月1日，阎又文为傅作义起草的“和平通电”向世界发表，内称“今后愿拥护中共毛主席的领导，实行新民主主义，和平建设新中国。”当时正值世界和平大会在布拉格召开，与会的郭沫若回忆，当该通电作为大会文件宣读时，全场掌声经久不息。
1949年6月8日，绥远和平协议签字仪式在北平举行，阎又文作为“绥远问题协商委员会”傅方代表之一在协议上签字。协议签字后，毛泽东、周恩来、朱德在中南海丰泽园会见傅作义以及阎又文等傅方谈判代表。
1949年8月下旬，因国民党破坏，绥远和平协议落实遇困难，起义迟迟无法实现。毛泽东在中南海会见傅作义并请阎又文同来。毛泽东决定，委托傅作义亲自到绥远解决问题，落实中共中央的方针。阎又文随傅作义前往。经过近一个月努力，促成了1949年9月19日绥远九一九起义。阎又文负责起草了《绥远起义通电》稿。
绥远起义后，阎又文被任命为绥远省军政委员会委员、中国人民解放军绥远军区政治部副主任。在绥远军区的民主改建运动中，为了在数月内把近十万国民党旧军队改造为中国人民解放军，阎又文付出了超常的精力，使改造获得了成功。

### 共和国时期
中华人民共和国成立后，不少中共地下党员的身份都公开了，但根据中共党组织的要求，阎又文的中共党员身份仍不能公开，除王玉外，仅中共中央少数高层领导知道阎又文的真实身份。阎又文的公开身份一直是国民党起义将领以及他在水利部、农业部的职务。阎又文的妻子和儿女也只知道他的公开身份，而对他的中共党员身份一无所知。
中华人民共和国后，阎又文随傅作义部队接受改编，后参加抗美援朝战争。归国后，被水利部部长傅作义点名调到水利部农田水利局任副局长。1960年调到中华人民共和国农业部，任农业部粮食油料生产局局长，任内正值三年困难时期，他亲自深入全国各灾区奔波视察，劳累致病。他还是第三届全国政协委员。
1962年9月25日，阎又文因食道癌在北京病逝，享年48岁，葬于八宝山革命公墓。他对妻子丁宴秋的遗言是“有事情找组织”。周恩来赠挽联“阎又文委员千古”，薄一波赠挽联“阎又文同志千古”。他的墓碑上刻有农业部撰写的碑文：“阎又文同志，山西省万荣县人，生于一九一四年七月六日。曾任中国人民政治协商会议全国委员会委员，中华人民共和国农业部粮油生产局局长，中国共产党党员……阎又文同志，过去曾为革命做过许多工作……”

### 去世后
阎又文的中共情报人员身份一直没有公开。1992年阎又文逝世30周年时，中华人民共和国国家安全部曾向中央打过报告，请求公开阎又文的真实身份，但未获批准。直到1993年，北京市公安系统举办老同志春节联谊会，王玉（曾任外交学院副院长）偶遇他在1950年代初的老同事、北京市公安局副局长刘光人，刘光人恰好是阎又文二女儿阎绥兰的老领导，认识阎又文父女，王玉这才得以重新联络上阎又文的妻子和孩子们，并将阎又文的真实身份告诉了他们。很快王玉又带着他们面见罗青长。此后，罗青长出面为阎又文证实了身份，并对国家安全部落实政策办公室强调了阎又文的“白皮红心”。1993年5月，农业部分别向阎又文六个子女的所在单位发去公函：“阎又文1938年参加中国共产党，长期在傅作义部从事党的秘密情报工作，在此期间，他运用担任傅秘书的有利条件，为党提供了许多重要情报。关键时刻起到了重大作用，为北平和平解放作出突出贡献。”并称“过去，因阎又文同志党员身份未公开，而使其子女在政治上、工作上、生活待遇上受到不应有的影响，现在特函告，请予消除，并按照党的政策给予改正为盼。”该公函未对社会公布。1997年播出的电视连续剧《第二条战线》将阎又文描写成了反面人物，阎海兰等人找到了中共北京市委宣传部副部长李牧，经向国家安全部核实后，中共北京市委宣传部迅速修改该剧内容，之后播出的《第二条战线》已全是修改后的版本。1997年7月10日，《北京日报》第三版发表原中共中央调查部部长罗青长的纪念文章《丹心一片照后人——怀念战友阎又文同志》，阎又文的中共情报人员身份这才首次对社会公布。
2009年，中国电视剧制作中心制作为中华人民共和国国庆献礼的专题片《北平和平解放六十周年》，阎海兰找到为专题片提供资料的中共中央文献研究室，但发现资料中根本没有提到阎又文。2009年1月，阎海兰找到北京市档案馆，介绍了阎又文的情况，该馆遂在“北平和平解放史料展”上将阎又文的大幅照片与刘厚同、何思源、傅冬三人照片并列，称他们是“北平和平解放功臣”。
2006年，中央文献出版社（由中共中央文献研究室主管）出版了《真实的毛泽东——毛泽东身边工作人员的回忆》一书，其作者之一、原中南海卫士武象廷在回忆文章《记忆深刻的两件事》中提到阎又文陪傅作义去西柏坡，将“傅作义的秘书”描述成了“国民党特务”。2009年5月21日，北京市西城区人民法院一审开庭审理阎又文6名子女诉中央文献出版社侵犯阎又文名誉权一案（作者武象廷已在开庭前病逝）。2009年6月末，作出一审判决，驳回原告诉讼请求。2010年9月6日，北京市第一中级人民法院改判原告胜诉，判决中央文献出版社立即停止销售该书，并赔偿原告精神损害抚慰金3万元。
2017年7月21日至10月31日，中国人民革命军事博物馆在大楼实施改扩建后举办第一次重大主题展览“铭记光辉历史开创强军伟业——庆祝中国人民解放军建军90周年主题展览”，展出了阎又文女儿和女婿捐献的阎又文穿过的长衫，同时展出了绥远起义后毛泽东主席签发给阎又文的任职命令。

## 家庭
- 妻：丁宴秋。阎又文有六个子女。因中华人民共和国成立后阎又文的中共党员身份不公开，导致他1939年至1945年间的脱党问题及他是国民党还是共产党的问题不清楚，所以六个子女在升学、工作、入团、入党、参军中的政治审查屡屡不过关，命运均受到很大影响[2]。中华人民共和国成立后，丁宴秋在街道工作，要求入党数十年，但因丈夫身份问题而未能获准入党，1996年逝世后她和丈夫阎又文同穴[5]。
- 长女：阎恩兰，因父亲身份问题，入团入党屡屡受挫[8]。
- 次女：阎绥兰，曾在某机关工作，后因父亲身份问题而被调离[8]。
- 三子：阎绥平，是阎又文唯一的儿子。毕业于哈军工。本可进国防科工委工作，但因父亲身份“模糊”导致政审未能通过，被分配到张家口一家工厂当炉前工。阎绥平的未婚妻是他同学，毕业后被分配到中国人民解放军空军，结婚前夕因阎绥平的“家庭原因”而不得不复员[7]。
- 四女：阎海兰，毕业于北京师范大学附属女子中学，高中时就被列为党员发展对象，一心想考清华大学当科学家，但因父亲身份问题导致政审未能通过，最终到外文印刷厂当了工人。她曾多次递交入党申请书，直到49岁时才获准入党[7]。
- 五女：阎京兰，立志参军，但政审未能通过，导致不仅无法参军，也不能去生产建设兵团，只能独自到山西插队[5]。
- 六女：阎颐兰，15岁入伍，17岁成为代理排长。为了给阎颐兰提干，阎颐兰所在的成都军区曾向农业部连发四封调查函，得到的回复是“阎又文同志历史问题不清楚”。农业部曾向中共中央组织部寻求信息，但得到的信息很有限，“只是说明了我父亲1938年入党，至于解放前从事什么工作，有过什么功过都没有说明”。因此阎颐兰的政审未能通过，从而未能提干。后来，部队破例发展她入党，但她最终服役八年后以普通士兵的身份复员到地方[7][8]。